# Kreolisierung
Kreolisierung bezeichnet historisch-kulturelle Prozesse, die zur Bildung der Kreolen und der Kreolsprachen führten. Die erste Verwendung der aus dem Portugiesischen und Spanischen stammenden Bezeichnung ist ab dem 19. Jahrhundert belegt; heute wird er meist für einen Zustand der kulturellen Vermischung verwendet (siehe auch Multikulturalismus).

## Etymologie des Begriffes und historische Einbettung
„Die Diskurse um die Etymologie und Bedeutung der Bezeichnung ,Kreole‘ und der Begriffe ,Kreolisierung‘ und ,Kreolität‘ variieren je nach sozialem, historischem und kulturellem Kontext und abhängig davon, seitens welcher Gruppe sie geführt werden“

Jacqueline Knörr fasst in diesem Zitat bereits die verschiedenen (grammatikalischen) Formen des Begriffes zusammen, die mit einer Veränderung der Bedeutung einhergehen, und geht auf die Schwierigkeit einer etymologischen Definition ein. „Kreolisierung“ meint dabei einen gesellschaftlichen Prozess von kultureller Durchmischung, an dessen Ende eine neue Kultur steht. „Kreolität“ hingegen ist die aus der „Kreolisierung“ entstehende Qualität, die bereits vermuten lässt, dass Kreolisierung ein endlicher Prozess ist. „Kreole“ meint letztlich die Betitelung eines Individuums bzw. einer Gruppe, die sich durch die im Folgenden erläuterten Merkmale auszeichnen.
Knörr geht darauf ein, dass die Antwort auf die Frage nach dem Ursprung der Bezeichnung „Kreole“ auch die Frage nach dem „Ur-Kreolen“ beantworten würde: „So wird beispielsweise von den einen eine ‚weiße‘, von den anderen eine ‚schwarze‘ Etymologie konstruiert – um daraus in Folge eine ‚weiße‘ beziehungsweise ‚schwarze‘ Ur-Kreolität abzuleiten.“
Während die älteste Bezeichnung für einen „Kreolen“, nach Knörr, das portugiesische crioulo ist, ist die Verwendung des spanischen Wortes criollo als erstes belegt worden. Dieses bezeichne die in der „Neuen Welt“ geborenen Spanier, um sie von den in Europa gebürtigen „peninsulares“ abzugrenzen. Beide Vokabeln hingegen sind auf das lateinische creare zurückzuführen, das mit „kreieren“ und „erschaffen“ übersetzt werden kann. Zudem sind das portugiesische und spanische Verb criar („aufziehen, ernähren, erzeugen, erschaffen“) und das Substantiv cria („Baby, Säugling, Person ohne Familie“) von Bedeutung, da sie Aufschluss darüber geben, in welchem Rahmen der Begriff Kreole gebraucht wurde. Letztlich verweisen sie nämlich wie die Endung -olo bzw. -oulo, die ein Nomen als Diminutiv ausweist, auf die Bezeichnung für im Exil geborene Kinder. Erst später schloss der Begriff Kreole auch dort gebürtige Erwachsene mit ein.
Nach Charles Stewart lassen sich erste Belege für die Verwendung des Begriffes Kreolisierung im 19. Jahrhundert finden, der Begriff Kreole hingegen lässt sich schon ab dem 16. Jahrhundert attestieren. Im 16. und 17. Jahrhundert diskutierte man bereits die Unterschiede zwischen den Kreolen und den Individuen aus der „Alten Welt“. Im Lichte der Verwendung dieser Begrifflichkeiten, die v. a. im kolonialen Kontext Anwendung finden, betitelte Jacqueline Knörr eine ihrer Arbeiten Postkoloniale Kreolität versus koloniale Kreolisierung.
Nachdem nun die in der Neuen Welt geborenen „offsprings“ als Kreolen angesehen wurden, traf es wenige Jahre später nach Amerika und in die Kolonien verkaufte afrikanische Sklaven. Durch creoles, criollos oder crioulos wurden sie als in der neuen Kolonie geborene Sklaven bezeichnet. Sklaven, die in Afrika geboren wurden, nannte man hingegen New Africans, Saltwater Negroes oder Wild Negroes. „Kreolen wurden auch die Nachfahren aus Verbindungen von Schwarzen und Weißen genannt und schließlich alle nicht indigenen, aber im Land gebürtigen Personen“ (Knörr 2009: 94, vgl. auch Stewart 2007: 4, der darauf eingeht, dass diese starke Einengung des Begriffes auch heute noch so praktiziert wird.).
So fungierte der Begriff letztlich als Differenzierung von Personen und Gruppen im Hinblick auf ihre Indigenität bzw. Abstammung in Abgrenzung von den Kolonisten und ihren Nachkommen in der Alten Welt.
So sieht Knörr das Sklavenexil und die frühen kolonialen Gesellschaften als klassische Beispiele für historische Kreolisierungsprozesse und erläutert den alternativen Prozess der Bildung von Diaspora-Gemeinschaften, die durch eine entsprechende Gruppengröße und -dynamik ermöglicht werden könnten.

## Linguistische Bedeutung
Der Begriff Kreolsprache wird oft in Abgrenzung zu Pidgin-Sprachen erläutert. Während Pidgins vereinfachte und irreguläre Kommunikationsmittel sind, die oft nur von Nicht-Muttersprachlern gesprochen werden und nur rudimentären grammatikalischen Regeln folgen, sind Kreolsprachen grammatikalisch voll ausgebaute Sprachen, die auch einen umfangreicheren Wortschatz aufweisen. Nach Stewart würden Linguisten mittlerweile darin übereinstimmen, dass Kreolsprachen aus der Verwendung von Pidginsprachen als Muttersprache resultieren.
Kreolsprachen basieren meist auf einem Zusammentreffen verschiedener Kontaktsprachen, unterscheiden sich aber dennoch im Lautsystem und ihrer Grammatik von ihnen. „Nach dem Prozess der Kreolisierung sind Phonologie, Morphologie, Lexik und Syntax verschieden von denen der Ausgangssprachen“ (Stoll 2005: 147) und werden zudem als Muttersprache erworben.
Heute werden in vielen ehemaligen Kolonien Kreolsprachen gesprochen, die auf das Spanische, Portugiesische, Französische, Englische und Niederländische zurückzuführen sind (im Fall von Martinique z. B. auf das Französische). Doch existieren in der Kreolistik durchaus noch Unklarheiten über den Ursprung einiger Sprachen (vgl. z. B. Thomas L. Markey und seine Arbeit über Afrikaans).

## Ethnologische und soziologische Bedeutung damals und heute
Zur Bedeutung der Zuweisung und Differenzierung „Kreol“: Zum einen wurden Europäer, die in der „Neuen Welt“ geboren waren, „Kreol“ genannt, zum anderen Menschen, die in den Neuen Kolonien auf die Welt kamen. Ebenso erging es den Nachkommen „aus Verbindungen zwischen (ehemaligen) Sklaven beziehungsweise zwischen Angehörigen verschiedener Herkunft“ (Knörr 2009: 95). „Kreol“ fungiert also als Differenzierung zwischen verschiedenen Ethnien und Generationen amerikanischer Migranten und postkolonialer Gruppen.
Kreolisierung wird aber auch im Zusammenhang mit Begriffen (und Prozessbezeichnungen) wie Globalisierung und Transnationalisierung verwendet. Die Parallelisierung dieser Begriffe hat ihre Berechtigung: Auch Kreolisierung beschreibt einen Prozess bzw. eine Lösung, die aus dem Nebeneinander‐Existieren von verschiedenen Kulturen und Sprachen resultiert. Gerade in Zeiten der (wirtschaftlichen) Globalisierung haben derartige Begriffe und Theorieansätze Hochkonjunktur und werden stark diskutiert. 

„In Interaktion von Gruppen unterschiedlicher Herkunft prägten sie im Laufe der Zeit neue und gemeinsame soziale und kulturelle Formen aus, die Merkmale der verschiedenen Herkunftskulturen der Kreolisierenden mit denen der dominanten Kolonialkultur und der lokalen Kultur vor Ort verbanden“

Doch ist dieser Verlauf auch voraussetzungsreich, wie Knörr beschreibt. Ein Bedürfnis nach einer neuen ethnischen Identität muss existieren, was wahrscheinlich ist, wenn die Herkunftsidentitäten an sozialer Relevanz verlieren und die Integration in die hiesige Gesellschaft erschwert ist. Zudem scheinen „ethnische Strukturierung und Klassifizierung“ fördernd für einen Kreolisierungsprozess zu sein.
Auch Stoll definiert Kreolisierung als „schöpferische Aneignung kultureller Durchmischung unter Achtung und Bewahrung von Vielfalt und Heterogenität“ (Stoll 2005: 147). Mit Blick auf ausgeführte Definitionen kann Kreolisierung also durchaus als positiv konnotiert bezeichnet werden. Es beschreibt einen Prozess der Fusion verschiedener Kulturen und Sprachen zu einer neuen autonomen, die durch „kulturelle Berührung, Begegnung, Vermischung oder wechselseitige Transformation differenter Kulturen“ (Müller, Ueckmann 2013: 9) erzielt wird.
Im Hinblick auf die historischen Kreolisierungsprozesse kann Kreolisierung aber auch als Überlebensstrategie interpretiert werden: das erzwungene Verlassen der Heimat, der Verlust des Altbekannten und die Situation von Ungleichheit und Asymmetrie. Kreolisierung kann folglich auch als „Widerstand gegen einen kompletten Verlust von Sprache und Kultur, gegen ein ökonomisches System, in dem man zu einem Objekt oder zu einer frei verfügbaren Person wurde“ (Vergès 2008 zitiert nach Müller, Ueckmann 2013: 10, vgl. auch Djoufack 2010: 118) verstanden werden.
Letztlich bedürfen Kreolisierungsprozesse keiner sozialen Unterdrückung großer Bevölkerungsgruppen, dennoch waren der Sklavenhandel und die kolonialen Bemühungen Europas ein Push-Faktor: die große Distanz der Bevölkerung zu ihrer Heimat und ihrem bekannten Umfeld und das daraus folgende Bedürfnis, in ein (wenn auch unbekanntes) soziales Gefüge eingebettet zu sein.

„Es existierte sowohl die Notwendigkeit der Beheimatung im erzwungenen Exil als auch das Bedürfnis, auf dem Hintergrund heterogener Ursprünge herkunftsbezogener Identität und Kultur zu bewahren, die unter anderem auch der Abgrenzung gegenüber jenen diente, die für das Schicksal der eigenen Versklavung, Verschleppung und Unterdrückung maßgeblich verantwortlich waren“

Doch was anfangs negativ konnotiert war, wurde durch die Zeit und den steigenden kulturellen Austausch zwischen den Kreolisierten, den Kreolisierenden und dem Lokalen zu einer anderen Erfahrung und Erinnerung. Durch die Heterogenität der Gesellschaft, ihre unterschiedlichen Herkünfte und die gleichermaßen stattfindende Interaktion zwischen den unterschiedlichen Gruppierungen entstehen „quasi neo-integrierte“ Kulturen, die wiederum auch in einer neuen kollektiven Identität gipfeln. Die Besonderheit an der Kreolisierung ist, dass vorher parallel existierende Kulturen und Sprachen in ihrer fusionierten Form die alten Kontaktsprachen und die vorherige Kultur (und Identität) ablösen.

## Kreolisierung als Theorieansatz

### Édouard Glissant
Der von der Anthropologie und Linguistik geprägte Begriff wurde maßgeblich von Édouard Glissant, einem Essayisten und Romanautor, vorangetrieben, indem er diesen durch die Verknüpfung mit poststrukturalen Theorien in den Bereich des Kulturellen überführte. Sein Ziel ist dabei, die Bedingungen zu schaffen, „in einer globalen Welt an einem von Macht befreiten Spiel zwischen Sprachen und Kulturen teilzunehmen“ (Djoufack 2010: 119) (vgl. Jürgen Habermas machtfreie Zone, in der das bessere Argument zählt). Glissant geht es um die (an)geeignete Sprache, die „langage approprié“, die nicht nur als „Konsumsprache“, sondern auch der Kreativität und der freien Produktion dient. Diese Sprache solle die Konstruktion der Identität ermöglichen. Der in Martinique gebürtige Glissant zieht diese Schlussfolgerungen aus seinen Arbeiten in der Karibik und seinen Beobachtungen der dortigen Sprachsituation (dem Konflikt zwischen dem Französischen und dem Kreolischen). Dabei favorisiert er nicht eine spezielle Sprache, sondern setzt nur wichtige Charakteristika fest, die ebendieses „befreite Spiel“ ermöglichen sollen und Asymmetrien zwischen Sprachen und Kulturen abbauen sollen.

„Ich behaupte also, daß die Welt sich kreolisiert. Schlagartig und dabei in vollem Bewusstsein, werden die Kulturen der Welt miteinander in Kontakt gebracht, verändern sich in ihrem Austausch, was häufig zu abwendbaren Zusammenstößen, erbarmungslosen Kriegen führt […] Kreolisierung bedeutet, daß die in Kontakt gebrachten kulturellen Elemente unbedingt als ›gleichrangig‹ gelten müssen, sonst kann die Kreolisierung nicht wirklich stattfinden […] Die Kreolisierung verlangt die wechselseitige Wertschätzung der heterogenen Elemente, die zueinander in Beziehung gesetzt werden, das heißt, daß in Austausch und Mischung das Sein weder von innen noch von außen herabgesetzt oder missachtet wird. Warum spreche ich von Kreolisierung und nicht von Vermischung? Weil die Kreolisierung unvorhersehbar ist, während man das Ergebnis einer Mischung absehen könnte“

Von Glissants Überzeugung und Theorie, die ganze Welt werde kreolisiert, zeugt auch sein deterritorialisierter Begriff Tout-monde:

„Mit dem deterritorialisierten Begriff des Tout-monde soll ein kultureller Essentialismus, der eine Afrikanisierung Afrikas, eine Karibisierung bzw. Kreolität der Karibik oder eine Orientalisierung des Orients befördert hatte, zugunsten einer Hybridisierung von Kulturen aufgegeben werden“

In diesem Zitat wird die Kreolisierung wiederum mit einem anderen Begriff, nämlich der „Hybridisierung“, erläutert.

### Jacqueline Knörr
Wie Glissant beschäftigt sich auch Knörr stark mit der Kreolisierung und veröffentlichte viele Arbeiten, die von dieser Thematik handelten. Unter anderem in ihrem Beitrag „Postkoloniale Kreolität versus koloniale Kreolisierung“ fordert sie einen „analytisch-komparativen Kreolitätsbegriff“, der zusätzlich zu anderen Differenzierungen die Unterscheidung zwischen „Kreolisierung als P r o z e ß und Kreolisierung als K o n z e p t“ (Knörr 2009: 101, vgl. auch Knörr 2007: 44 ff.) vollzieht. Damit will sie das Problem der Fremd- und Selbstzuschreibung von Kreolität beheben. „Was unter etischen Gesichtspunkten kreolisch ist, muß unter emischen Gesichtspunkten nicht so genannt (oder erkannt) werden“ (Knörr 2009: 100). Diese Diskrepanz zwischen dem Etischen und dem Emischen wiederum ist zurückzuführen auf die bereits erläuterte Problematik der Verwendung der Termini. Weder die Hautfarbe noch die Herkunft sind eindeutige Indizes für Kreolität. Zudem wird es abgesehen von der Zustandsbeschreibung „Kreolität“ oder „Kreole“ auch als Prozessbezeichnung verwendet und mit anderen Begriffen und Prozessen wie der Transnationalisierung und der Globalisierung verglichen. Knörr geht es somit um die wissenschaftliche Konzeptualisierung einer Identität, Kultur oder Gruppe als kreolisiert bzw. kreolisch „anhand (sozio-)kultureller, (ethno-)historischer und anderer auf die Gruppe, Kultur und Identität bezogener Kriterien vorzunehmen und nicht davon abhängig zu machen, ob sie ,Kreolʻ im Namen trägt oder nicht“.

## Abgrenzung zu anderen Begriffen
Das Benutzen des Kreolisierungsbegriffes für gegenwärtige Prozesse wurde kritisiert, da man sich dadurch von der historischen Bedeutung, die eng mit dem Sklavenhandel verwoben ist, entfernen oder den Begriff gar von diesem Zusammenhang ablösen würde. Doch widerspricht der Diagnostizierung einer aktuellen gesellschaftlichen Situation als kreolisiert nichts, wenn dieser Begriff in Abgrenzung zu anderen Modebegriffen verwendet wird.

### Kreolisierung versus Transnationalisierung
Einer dieser Begriffe ist Transnationalisierung. Wie die Kreolisierung beschreibt auch die Transnationalisierung ein Ungenügen nationalstaatlicher Grenzen und ein Gefühl des „Dazwischen“ bei Betroffenen. Es ist die bereits beschriebene Distanz zum Herkunftsort und die Unerreichbarkeit der neuen Gesellschaft, in die man (noch) nicht eingebettet ist, die die Kreolisierung hervorruft, indem dieser Zustand des „Dazwischen-Seins“ ein Stück weit behoben wird. Dieses gefühlte und gelebte „Dazwischen“, das oft analytisch zum Einsatz kommt, wenn nationale Identitäten nicht mehr greifen, ist auch aus Transnationalisierungsstudien bekannt. In Deutschland ist es besonders populär, um die (emotionale) Situation von türkischen Gastarbeitermigranten zu beschreiben, obwohl die heutige Situation dieser Generationen (allein schon wegen der heutigen technischen Möglichkeiten über große Distanzen zu interagieren) wohl kaum vergleichbar ist mit dem Dazwischen, das Müller und Ueckmann am Sklavenhandel beschreiben.
Ausgangspunkt der Transnationalisierung ist der Nationalstaat und die von diesem beherbergte Gesellschaft. Ihr Bezugspunkt ist vorerst offen im Gegensatz zu den Szenarien, die folgende Begriffe prognostizieren: Europäisierung, Globalisierung oder Amerikanisierung. Zudem ist Transnationalisierung ein relationaler Begriff, „der die Interaktionen und Transaktionen innerhalb eines sozialen Gebildes in das Verhältnis zu Interaktionen und Transaktionen mit außerhalb des sozialen Gebildes liegenden Einheiten setzt“. So unterscheidet sich der Kreolisierungsbegriff in einem Punkt auf jeden Fall vom Transnationalisierungsbegriff. Die Kreolisierung ist nicht gebunden an nationalstaatliche Grenzen und muss diese auch nicht überschreiten, um zu wirken. Vielmehr wirkt sie meist innerhalb eines Nationalstaates, indem sie diese kulturelle Durchdringung vollzieht, die auch die Transnationalisierung über nationale Grenzen hinweg verspricht. Wobei auch hier wieder eine Differenzierung vorgenommen werden muss: Während die Transnationalisierung nicht unbedingt ein festes greifbares Ziel hat, erwartet man am Ende eines Kreolisierungsprozesses, z. B. sprachlicher Art, eine neue Muttersprache, die sich aus grammatikalischen Regeln, Vokabeln und der Phonetik anderer Kontaktsprachen zusammensetzt und diese zumindest für die kreolisierte Gruppe ersetzt. In welche (kulturelle) Richtung dieser Prozess genau driftet, ist nicht eindeutig zu sagen, aber prognostiziert wird ein sprachliches oder kulturelles Mischmasch.
Mögen auch im Laufe der Zeit unterschiedliche Gruppen und Individuen als Kreole bezeichnet, so ist und bleibt ein Spezifikum der Kreolisierung die Verbindung mit Indigenisierung und Ethnisierung. Was zusammenfassend der Kreolisierung eigen ist, ist ihre historische und etymologische Entstehungsgeschichte, die sie stark von der Transnationalisierung (und auch von der Globalisierung) unterscheidet. Abgesehen davon, dass beide Begriffe oft teilweise undifferenziert, inflationär und ohne genaue Kriterienkataloge gebraucht werden, hat die Kreolisierung, mag man behaupten, eine geschlossenere Definition. Kreolisierung ist wahrscheinlich ein Stück weit auch Transnationalisierung, Transnationalisierung aber muss nicht unbedingt auch kreolisiert sein. Während der eine Begriff v. a. aus einem (post-)kolonialen Kontext heraus entstanden ist, ist Transnationalisierung wohl eher als ein europäisches Neuzeitphänomen zu bezeichnen.

### Kreolisierung versus Globalisierung
Globalisierung, ein durch seinen Ursprung v. a. wirtschaftlich geprägtes Wort, fand Ende des 20. Jahrhunderts auch seinen Weg in die Sozialwissenschaften. Meist bzw. auch durch viele Theorien wie Benjamin Barbers „McWorld“ oder George Ritzers McDonaldisierung wird die Globalisierung mit Universalität und Standardisierung gleichgesetzt. In Deutschland (bzw. im amerikanischen Exil) unternahmen Adorno und Horkheimer mit ihrer Theorie der Kulturindustrie und der „Aufklärung als Massenbetrug“ einen der ersten Versuche diese Standardisierung der Alltagskultur zu beschreiben. Als Ursachen entlarvten sie v. a. die fortgeschrittenen technischen Errungenschaften, die Distanzen überbrückbar und irrelevant machen und eine Weltgesellschaft ermöglichen. Eine Folge daraus und die relevantere Ursache für die Standardisierung sind schließlich die Massenmedien und die Massenproduktion von Kulturgütern durch amerikanische Großindustrien, die die Kunst ihre Authentizität kosten. Genauso wie Adorno und Horkheimer beschreibt auch Barber eine Amerikanisierung des Lebensstils, die über die Werbeindustrie, Konsumgüter und Massenmedien vermittelt wird. Ritzer hingegen schränkt diese allgemeinen durch globale Prozesse verbreiteten Kulturmerkmale, die er als Schnelllebigkeit, Effizienz und Rationalität enttarnt, nicht nur auf die USA ein. Stoll und Gerhards sehen im Gegensatz dazu die Kreolisierung als Gegengewicht zu den Globalisierungstheorien. Sie gehen diesbezüglich zum Beispiel auf die variierende Angebotspalette bei McDonald’s ein, die eben nicht, wie unterstellt werden könnte und wurde, unabhängig von Nationalstaat, Kultur und Religion serviert wird. So hat der amerikanische Konzern für den indischen Markt seinen Kassenschlager, den Big Mac aus dem Sortiment genommen und hat auch seine Gewürzmischungen und die Getränkeauswahl an lokale Geschmacksmuster angepasst. Gerhards sieht hier die Kreolisierung am Werk, indem die Produkte „durch die Empfängerkultur eingefärbt und anverwandelt [werden]“ (Gerhards 2003: 145). „Das Resultat dieses Prozesses der lokalen Aneignung globaler Güter sind Interaktionseffekte, die zu Prozessen der Kreolisierung führen“ (Gerhards 2003: 146). Auch Stoll betont in diesem Zusammenhang erneut die kulturelle Durchmischung, die nicht wie die Globalisierung auf der Ebene des kleinsten gemeinsamen Nenners Universalität schafft, aber Heterogenität und Vielfalt bewahrt.
Worauf Gerhards zudem eingeht, ist die Gefahr der Globalisierungstheorien auf Grund ihrer zeit- und raumunabhängigen Formulierungen nicht falsifizierbar zu sein und damit dem Falsifikationsprinzip Karl Poppers zu widersprechen. Der Kreolisierungsbegriff hingegen ist in seinem historischen Verständnis so eingeschränkt, räumlich und zeitlich, dass er mit diesem Hintergrund, dieser Gefahr entgehen sollen könnte, doch bleibt auch hier wieder die Kritik an der inflationären Verwendung des Wortstammes „Kreol-“ mitsamt seinen Suffixen, die die Frage nach der Falsifizierbarkeit wohl erstmal offen lässt.
Abschließend sollen nun weitere Differenzierungen genannt, aber – auf Grund der Konzeption des Beitrages – nicht näher erläutert werden: dieser ist zum einen der Begriff der Glokalisierung und die Bewegung Créolite. Von Glissants Kreolisierungsbegriff inspiriert, entwickelte sich nämlich eine neue Bewegung, die Créolite, die sich aber in ihren Zielsetzungen und Folgen von Glissant abwendete (v. a. ist hier der Zusammenhang von Raum und Sprache, im Sinne von kreolen Traditionen zu nennen).

## Studien und Arbeiten zur Kreolisierung
Müller und Ueckmann stellen in ihrem kürzlich herausgegebenen Band Kreolisierung revisited einleitend folgende Frage: „Kann Kreolisierung als Modell einer neuen Kulturbegegnung im globalen Zeitalter dienen? Konkret: Kann die Reichweite außereuropäischer postkolonialer Theorie auch für die Analyse innereuropäischer Migrationsgeschichte herangezogen und fruchtbar gemacht werden?“ (Müller/Ueckmann 2013: 14). Kann diese in Kolonien entstandene Theorie aus dem kolonialen Kontext herausgehoben und auch auf andere Territorien angewandt werden? Nach der von Stewart zusammengefassten Kritik müsste man wohl mit nein antworten. Auf Aisha Khan, einer aus der Karibik stammenden Anthropologin, eingehend, legt er die Geschlossenheit des Begriffes „Kreol“ dar. In Trinidad würde dieser zum Beispiel nur auf die Nachkommen aus Verbindungen zwischen (ehemaligen) schwarzen Sklaven und weißen Europäern zutreffen. Zugleich wären andere Migranten und Ethnien aus dieser kreolisierten Gesellschaft ausgeschlossen, wie zum Beispiel die Ost-Inder. Dieses Problem führt im Grunde auf die, bereits erwähnte, von Knörr formulierte Forderung nach einem analytisch-komparativen Kreolitätsbegriff zurück. Wären bereits Indikatoren, Merkmale, Charakteristika und Kriterien festgelegt, die unabhängig von emischen und etischen Gesichtspunkten, eine gesellschaftliche (oder auch linguistische) wissenschaftliche Analyse ermöglichen würden, wären eingangs formulierte Fragen (eindeutiger) zu beantworten.
Letztlich aber sind dennoch Arbeiten und empirische Analysen aufzuzählen, die sich mit der Kreolisierung auch auf europäischem Boden beschäftigt haben bzw. gesellschaftliche Prozesse als kreolisiert beschrieben haben. Zum einen wären diesbezüglich Arbeiten von Fatima El-Tayeb zu nennen, die z. B. in The Forces of Creolisation, auf die Situation von Migranten in Europa und ihren nachfolgenden Generationen eingehend, auf die latente Farbenblindheit Europas hinweist. Eine weitere empirische Analyse, dieses Mal von Jürgen Gerhards, entlarvt ein kreolisiertes Verhalten von deutschen Eltern bei der Vergabe der Namen für ihre Kinder. In diesen Zusammenhängen meint Kreolisierung stets die Vermischung von verschiedenen Kulturen und Lebensstilen, unabhängig von Hautfarbe und Ethnie der Untersuchungseinheiten. Teilweise werden gesellschaftliche Vorgänge analysiert, ohne auf die historische und etymologische Begriffsgenese einzugehen, was Aisha Khan wohl erneut kritisieren würde.
Abschließend bleibt wohl simpel die Forderung Jacqueline Knörrs nach einem analytisch-komparativen Kreolitätsbegriff zu wiederholen, der die wissenschaftliche Arbeit mit diesem Begriff erheblich erleichtern würde.